# Gemini (película de 1999)
Gemini (en japonés: 双生児, Sôseiji?) es una película de terror de 1999 dirigida por Shinya Tsukamoto. La película está basada libremente en una historia de 1924 del escritor Ranpo Edogawa. 

## Argumento
Tokio 1910, a finales del periodo Meiji. Yukio es un médico querido y respetado que lleva una vida aparentemente perfecta y que vive felizmente junto a su esposa Rin, que es una mujer afligida por una amnesia que sufrió hace varios años a causa de un incendio inexplicable. Sin embargo, las cosas empiezan a desmoronarse. Sus padres mueren repentinamente, asesinados por un misterioso y extraño hombre que se parece a él. En realidad, los padres de Yukio escondían un pesado secreto que trágicamente resurge. Yukio tiene un hermano gemelo, llamado Sutekichi, al que abandonaron al nacer debido a una malformación física y que ahora busca venganza además de usurparle la identidad a Yukio. 

## Reparto
| Actor            | Papel                             |
| ---------------- | --------------------------------- |
| Masahiro Motoki  | Yukio Daitokuji / Sutekichi       |
| Ryo              | Rin                               |
| Yasutaka Tsutsui | Padre de Yukio                    |
| Shiho Fujimura   | Madre de Yukio                    |
| Akaji Maro       | Kakubê                            |
| Masako Motai     | Shige                             |
| Renji Ishibashi  | Monje mendigo                     |
| Tomorowo Taguchi | Paciente de mediana edad          |
| Tadanobu Asano   | Vengador con espada               |
| Naoto Takenaka   | Hombre rico                       |
| Jun Murakami     | Paciente de la clínica            |
| Shungicu Uchida  | Paciente de la clínica y madre    |
| Masao Imafuku    | Anciano en los barrios marginales |
| Hisako Ōkata     | Takie                             |
| Yuriko Hirooka   | Toshiko                           |
| Sujin Kim        | Detective                         |
| Yuki Inomata     | Suzu                              |
| Yukito Mizoguchi | Niño                              |

## Otros Créditos
- Productor: Taishi Nishimura.
- Productor asociado: Tomoyuki Tsuruoka.
- Planificador y productor: Toshiaki Nakazawa y Yasuhiko Furusato.
- Diseñador de producción (arte): Takashi Sasaki.
- Vestuario: Michiko Kitamura.
- Directora de peluquería y maquillaje: Isao Tsuge.
- Maquillaje de efectos especiales: Takashi Oda.
- Efectos de sonido: Kenji Shibasaki.
- Cooperación de producción: Kaijyu Theater.

## Lanzamiento
Gemini recibió su estreno mundial oficial en el Festival de Cine de Venecia en 1999. Se estrenó unos días después en Japón el 15 de septiembre de 1999, donde fue distribuida por Toho y se proyectó en los Estados Unidos el 5 de noviembre de 2000 en el Festival Internacional de Cine de Hawái.
 Fue lanzada en Japón en VHS y DVD,publicada por Sedic International y M3 Entertainment, y distribuida por Warner Home Video en el año 2000. También tuvo diferentes ediciones en DVD y Blu-ray en otros países, por diferentes distribuidoras, e incluyendo distintos contenidos especiales, entre los que se encuentran: